# リカータ
リカータ（イタリア語: Licata）は、イタリア共和国シチリア自治州アグリジェント県にある、人口約37,000人の基礎自治体（コムーネ）。

## 地理

### 位置・広がり

#### 隣接コムーネ
隣接するコムーネは以下の通り。
- ブテーラ (CL)
- カマストラ
- カンポベッロ・ディ・リカータ
- ナーロ
- パルマ・ディ・モンテキアーロ
- ラヴァヌーザ